# Schizonycha juncta
Schizonycha juncta är en skalbaggsart som beskrevs av Hermann Julius Kolbe 1891. Schizonycha juncta ingår i släktet Schizonycha och familjen Melolonthidae. Inga underarter finns listade i Catalogue of Life.